# 仁愛醫療社團法人仁愛醫院
仁愛醫院社團法人仁愛醫院，是臺南市的地區醫院，1986年創立至今。

## 醫院沿革
- 1986.06.27 「仁愛醫院」成立。
- 1986.10.03 購買第一台全身電腦斷層掃描機。
- 1986.11.24 《醫療法》正式實施。
- 1987.10.01 開辦公保/勞保/農保住院與門診業務。
- 1996.02.01 成立神經生理學檢查室與神經行為科學檢查室。
- 1997.07.21 與成大醫院、奇美醫院、台南市立醫院及新樓醫院簽定醫療合作契約。
- 2000.07.01 成立健康檢查部。
- 2002.06.19 新購更高階及快速之全身電腦斷層掃描儀。
- 2004.08.01 與台南市立醫院胸腔科簽定醫療合作契約，開設20床呼吸照護病房。
- 2005.09.13 成立復健科，聘任專任復健專科醫師。
- 2010.08.03 成立仁愛醫院醫療社團法人籌備處。
- 2013.07.21 改制為「仁愛醫療社團法人仁愛醫院」

## 外部連結
- 官方网站